# Абнер Тейшейра
Абнер Тейшейра да Сілва Жуніор (ісп. Abner Teixeira da Silva Júnior, нар. 10 вересня 1996, Осаско, Сан-Паулу) — бразильський боксер, бронзовий призер Олімпійських ігор 2020 року.

## Любительська кар'єра
Панамериканські ігри 2019
- 1/4 фіналу:Переміг Хоакіна Берроа (Домініканська Республіка) — 5-0
- 1/2 фіналу:Програв Ерісланді Савону (Куба) — 2-3

Чемпіонат світу 2019
- 1/32 фіналу:Переміг Деїві Хуліо (Колумбія) — 5-0
- 1/16 фіналу:Програв Санжару Турсунову (Узбекистан) — 0-5

Олімпійські ігри 2020
- 1/8 фіналу:Переміг Чивона Кларка (Велика Британія) — 4-1
- 1/4 фіналу:Переміг Хуссейна Ішаіша (Йорданія) — 4-1
- 1/2 фіналу:Програв Хуліо Сезар Ла Крузу (Куба) — 1-4

На чемпіонаті світу 2021 програв у першому бою, а на чемпіонаті світу 2023 — в другому.
На Олімпійських іграх 2024 програв в першому бою Жерлону Конго (Еквадор) — 2-3.